# Aedes lasaensis
Aedes lasaensis är en tvåvingeart som beskrevs av Meng 1962. Aedes lasaensis ingår i släktet Aedes och familjen stickmyggor. Inga underarter finns listade i Catalogue of Life.